# HD 4208
HD 4208은 겉보기 등급 +8의 항성으로, 조각가자리 방향에 있다. 이 별의 분광형은 G5V로 우리 태양보다 표면 온도가 조금 더 차갑지만 여러 면에서 태양과 비슷한 황색 왜성이다. 맨눈으로는 이 별을 볼 수 없으며 쌍안경이나 작은 망원경을 쓰면 쉽게 관찰이 가능하다.
2001년 이 별 주위를 도는 외계 행성 1개가 발견되었다.

## HD 4208 b
HD 4208 b는 켁 망원경을 이용, 캘리포니아-카네기 행성탐사팀이 발견하였다. 이 행성은 목성보다 약간 질량이 작지만, 이는 최소 질량값에 기반한 것으로 궤도경사각이 밝혀질 경우 그 질량은 목성보다 훨씬 더 클 가능성이 있다. 어머니 항성으로부터의 거리는 1.67 천문단위로 태양 ~ 화성 거리보다 조금 더 멀다. 공전궤도 이심률은 매우 작아 정원에 가깝다. 불운하게도 만약 이 행성에 지구 정도 질량의 큰 위성이 존재한다고 해도, 생명체가 자라나기에는 온도가 너무 낮을 것으로 보고 있다. 만약 물이 존재한다고 하더라도, 마치 목성의 위성 유로파처럼 얼어 있는 표면 밑에 물이 존재할 것으로 보고 있다.

## 같이 보기
- HD 4308

## 참고 문헌
- Vogt;  외. (2002). “Ten Low-Mass Companions from the Keck Precision Velocity Survey”. 《The Astrophysical Journal》 568 (1): 352 – 362. doi:10.1086/338768.[깨진 링크(과거 내용 찾기)]
- Butler;  외. (2006). “Catalog of Nearby Exoplanets” (abstract). 《The Astrophysical Journal》 646 (1): 505 – 522. doi:10.1086/504701.[깨진 링크(과거 내용 찾기)] (웹 인쇄본)